# Reichelsheim (Odenwald)
Reichelsheim é um município da Alemanha, situado no distrito de Odenwaldkreis, no estado de Hesse. Tem 58,21 km² de área, e sua população em 2019 foi estimada em 8.543 habitantes.